# Edina Ronay
| Edina Ronay                               | Edina Ronay                               |
| Kattints az alábbi külső linkek egyikére! | Kattints az alábbi külső linkek egyikére! |
| ----------------------------------------- | ----------------------------------------- |
| Nem található szabad kép.(?)              |                                           |
| külső link · jogvédett                    | Doreen szerepében az „Anyánk házá”-ban    |

Edina Maria Ronay, születési nevén Rónay Edina Mária (Budapest, Magyar Királyság, 1943. január –) magyar születésű brit (angol) színésznő, modell, divattervező, vállalkozó. Egészen kis gyermekként került Angliába, pályáját 1960-ban angol nyelvű filmes és televíziós színésznőként, játszott két Folytassa-filmben, a Bosszúállók, Különleges ügyosztály, a Jason King és más népszerű televíziós sorozatokban. Az 1970-es évek közepén visszavonult a szerepléstől, a divatmodell és divattervező szakmára váltott, az 1980-as években önálló szalont nyitott Edina Ronay márkanévvel.

## Élete

### Pályája
1943 januárjában született Budapesten. (Néhol 1944-es évet adnak meg). Apja Rónay Egon (1915–2010), egy jól menő pesti vendéglátós fia volt, aki 1946-ban a szovjet megszállás elől második feleségével, Edittel és a három (vagy két) éves Edinával együtt Angliába ment. Apjának kapcsolatai révén Rónay Egon az 1950-es években Londonban elegáns éttermeket vezetett, gasztronómiai szakmunkákat és ételkritikai szakcikkeket írt, majd önálló éttermet nyitott. Leányai, Edina és Esther (Eszter) már Angliában jártak iskolába.
Edina, aki már 17 éves korától, 1960-tól modellkedett és apró filmszerepeket is kapott, elvégezte az előkelő londoni Royal Society of Arts (RSA) színiiskolát, és színésznőként kezdett dolgozni. 1963 után sorozatban kapta a karakteres mellékszerepeket a kor brit kalandfilmjeiben és filmvígjátékaiban.
Szerepelt a Bosszúállók tévésorozatban, 1965-ben két Folytassa-filmvígjátékban – a Folytassa, ha már otthagyta!-ban és a Folytassa, cowboy!-ban, – a Study in Terror és a Five to One krimifilmekben, a Különleges ügyosztály és a Jason King bűnügyi sorozatokban, és más, Nagy-Britanniában sugárzott, igen népszerű tévésorozatban, így a The Champions-ban, és a Randall and Hopkirk (Deceased)-ben. 1964-ben szerepelt a Egy nehéz nap éjszakája című zenés filmben. Magyar szinkronhangját Dallos Szilvia, Sánta Annamária és Zakariás Éva adta.
Az 1970-es évek közepén teljesen visszavonult a filmezéstől, és átlépett a divattervező szakmába. 1984-ben megalapította saját önálló divatcégét, Edina Ronay márknéven. Egykori iskolája, a Royal Society of Arts később dísztagjává fogadta (Fellow of the Royal Society of Arts, FRSA).

### Magánélete
Filmszínésznői pályája során Edina Ronaynek viszonya volt az ekkor már befutott Michael Caine-nel.
1971-ben feleségül ment Dick Polak fotográfushoz.
 
A család London délnyugati részén, Putney kerületben élt. Két gyermekük született. Egyikük, az 1972-ben született Shebah Ronay az 1990-es évek elejétől rövid színésznői karriert futott be.
Edina nővére, Esther Ronay a BBC szerkesztője, majd független dokumentumfilmkészítő lett. Édesapjuk, Rónay Egon (Egon Ronay) 2010-ben hunyt el, 95 éves korában.

## Főbb filmszerepei
- 1960: The Pure Hell of St. Trinian’s, Lavinia (nem szerepel a stáblistán)
- 1961: A Brother for Joe, tévésorozat, Gina
- 1962–1963: Bosszúállók (The Avengers), Elin / Nicole Cauvin
- 1963: Five to One, Gloria
- 1964: Egy nehéz nap éjszakája (A Hard Day’s Night ), lány a diszkóban
- 1964: Night Train to Paris, Julie
- 1964–1965: Cserbenhagyás (Hit and Run), tévésorozat, Caroline Astey
- 1966: No Hiding Place, tévésorozat, Norma Linden
- 1965: A lepkegyűjtő (The Collector), nővér / következő áldozat
- 1965: Folytassa, ha már otthagyta! (The Big Job), Sally Gamely
- 1965: A Study in Terror, Mary Kelly
- 1965: Folytassa, cowboy! (Carry On Cowboy), Dolores
- 1965: Juke Box Jury , szórakoztató show-műsor, önmaga, zsüritag
- 1967: Slave Girls / Prehistoric Women, Saria
- 1967: Anyánk háza (Our Mother’s House), Doreen
- 1968: The Champions, tévésorozat, Sandra Hurst
- 1968: Sherlock Holmes, tévésorozat, Alice Charpentier
- 1969: Three, Liz
- 1969: Különleges ügyosztály (Department S), tévésorozat, Danielle / Miss Simms
- 1970: Praise Marx and Pass the Ammunition, Lucy
- 1972: Jason King, tévésorozat, Irene Cuvier
- 1974: The Swordsman, Guy Champion
- 1974: Shades of Greene (Graham Greene-történetek), tévésorozat, szajha

## További információ
- Edina Ronay a PORT.hu-n (magyarul)
- Edina Ronay az Internetes Szinkronadatbázisban (magyarul)
- Edina Ronay az Internet Movie Database-ben (angolul)
- Edina Ronay a Rotten Tomatoeson (angolul)
- Edina Ronay az AlloCiné weboldalán (franciául)
- Edina Ronay Profile. famousfix.com. (Hozzáférés: 2023. január 18.)
- ↑ AndrewRoss:  Andrew Ross. Carry On Actors: The Complete Who’s Who of the Film Series (angol nyelven). Fantom Publishing (2015). ISBN 1-906358-95-8
- ↑ RobertRoss:  Robert Ross. The Carry On Companion. London: B.T. Batsford (2002). ISBN 0-7134-8771-2
- ↑ Webber:  Richard Webber. The Complete A–Z of Everything Carry On. Harper & Collins (2005). ISBN 978-0-0071-8223-7